# 박기서 (의병)
박기서(1871년 5월 27일 ~ 1895년)는 조선 말기의 의병으로 동학 농민 운동이 일어났을 당시, 관군이 조직한 창의병이라는 의병 부대에 가담해 싸운 것으로 유명한 인물이다. 본관은 반남이며, 박승영의 아들이다.

## 생애
동학 농민 혁명이 일어났을 때 제원에 집결한 동학 교도들이 금산에 침입하였다. 이때, 동학 교도들이 관아를 불태우는 모습을 본 박기서는, 동학 농민 혁명의 가담자들이 약탈과 방화를 일삼아 민심을 소란하게 한다고 여기고는, 이들을 토벌할 창의병에 가담하였다. 이때, 그는 금산읍 내에서 동학을 몰아내는 등, 관군의 편에서 많은 공적을 남겼다. 그러나 진산으로 가다가 금성면과 진산면의 경계인 솔티재에서 동학군의 습격을 받아 전사했다.
남일면 신동리 입구에 박기서의 순절비가 있다.